# Eumerus nigrocoeruleus
Eumerus nigrocoeruleus är en tvåvingeart som beskrevs av Hull 1964. Eumerus nigrocoeruleus ingår i släktet månblomflugor, och familjen blomflugor. Inga underarter finns listade i Catalogue of Life.